# 柴琼妍
柴琼妍（Jenny Q Chai，1983年—）是一位美籍华裔钢琴家。她曾就讀於上海音乐学院，後來毕业于柯蒂斯音樂學院和曼哈顿音乐学院，并获得了音乐艺术博士学位。2000年，柴琼妍在费城管弦乐团与夏尔·迪图瓦合作时曾被对方强吻。 2011年，柴琼妍創辦飞思乐音樂教育。
2012年4月，她在卡内基大厅首次亮相。
2020年時，柴琼妍任教于美国加利福尼亞大學柏克萊分校钢琴系，并在曼哈顿音乐学院担任职业导师。